# NGC 457
NGC 457 (noto talvolta anche col soprannome di Ammasso Civetta, Ammasso della libellula o con la sigla C 13) è un ammasso aperto visibile nella costellazione boreale di Cassiopea.

## Osservazione

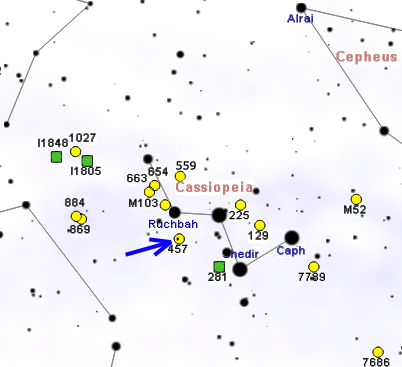
Mappa per individuare NGC 457.

NGC 457 è un ammasso di facile individuazione e osservazione; si trova quasi 2 gradi a sud della stella δ Cassiopeiae (Ruchbah) ed è visibile anche con un binocolo 10x50 o, meglio, 15x80, attraverso i quali si presenta già parzialmente risolto in stelle. Un telescopio da 150 mm è tra i migliori strumenti per l'osservazione di quest'oggetto celeste, che alle latitudini medie boreali si presenta circumpolare; già a bassi ingrandimenti è un oggetto ben risolto che occupa buona parte del campo visivo. Strumenti di apertura superiore permetteranno di notare che molte delle sue componenti più luminose, tra le quali la stella φ Cassiopeiae, sul bordo meridionale dell'ammasso, sono doppie.
NGC 457 ha una declinazione fortemente boreale, pertanto si presenta circumpolare da gran parte dell'emisfero nord, fino alle latitudini subtropicali; sebbene il periodo in cui raggiunge la sua massima altezza nel cielo serale sia compreso fra i mesi di settembre e dicembre, in gran parte dell'emisfero nord resta visibile per tutte notti dell'anno. Dall'emisfero sud, al contrario, la sua visibilità è limitata alle regioni comprese fra l'equatore e le regioni poco a sud del Tropico del Capricorno.

## Storia delle osservazioni
NGC 457 venne scoperto da William Herschel il 18 ottobre 1787, che lo osservò attraverso il suo telescopio riflettore da 18,7 pollici; egli lo descrisse come un brillante ammasso di stelle sia luminose che deboli, piuttosto ricco. Suo figlio John Herschel lo riosservò in seguito e lo inserì nel suo General Catalogue of Nebulae and Clusters col numero 256.

## Caratteristiche

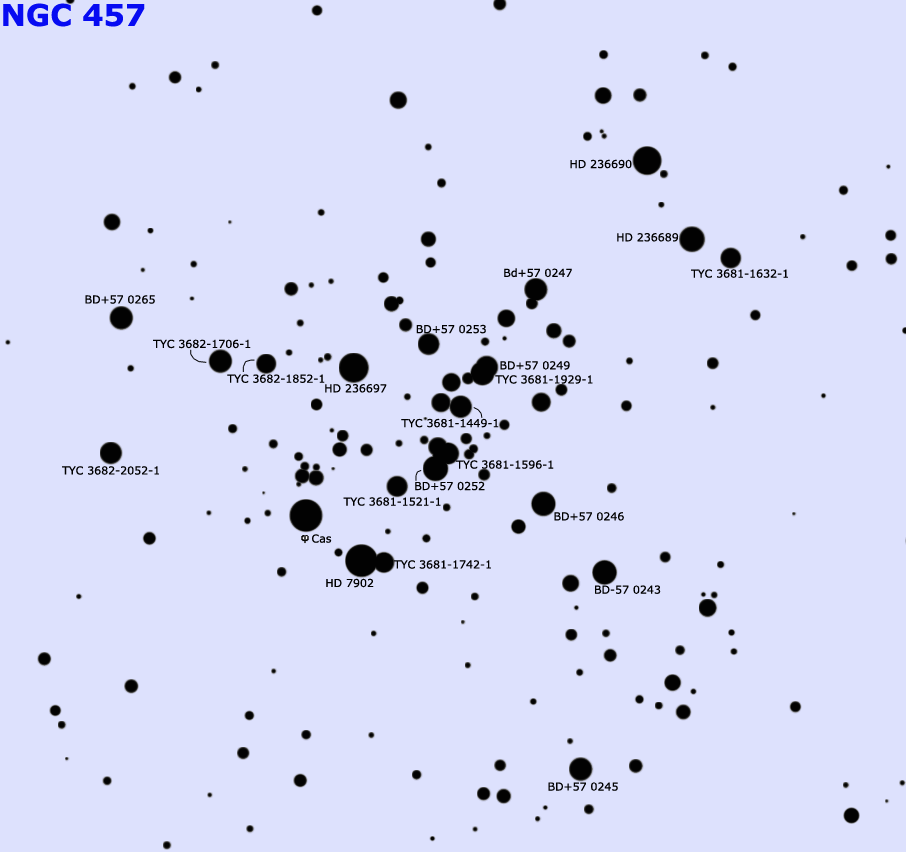
Mappa dettagliata di NGC 457.

Si tratta di un ammasso dall'aspetto molto caratteristico: la sua forma particolare lo ha reso noto con il nome di Ammasso Civetta: infatti è dominato da due stelle di sesta magnitudine (una delle quali è φ Cassiopeiae), da cui parte una concatenazione di astri che ricordano bene le ali di un uccello in volo; le due stelle di sesta sono gli "occhi" della civetta. In realtà, le stelle più brillanti dell'ammasso, come φ Cassiopeiae, sarebbero molto più vicine a noi, e si mostrano in direzione dell'ammasso per un effetto prospettico.
NGC 457 è composto da una sessantina di componenti stellari accertate fino alla quattordicesima magnitudine e dista dal Sole quasi 8000 anni luce e giace, insieme agli altri ammassi circostanti, come M103, nel Braccio di Perseo, il braccio di spirale immediatamente più esterno di quello in cui si trova il sistema solare. Come la gran parte degli ammassi brillanti situati in direzione di Cassiopea, anche questo presenta un'età piuttosto giovane, stimata attorno ai 21 milioni di anni. Nella sua direzione sono note diverse decine di stelle variabili, molte delle quali sono in realtà fisicamente separate dall'ammasso; fra le variabili accertate come appartenenti a NGC 457 vi è V466 Cas, una gigante rossa evoluta appartenente alla classe delle variabili pulsanti, e V765 Cas, una binaria a eclisse di classe spettrale B5, cui se ne aggiungono altre quattro con diversi gradi di probabilità di appartenenza. Fra le stelle situate sulla stessa linea di vista ma sicuramente non appartenenti all'ammasso, vi sono diverse variabili cefeidi e alcune variabili RR Lyrae.

### Libri
- (EN) Stephen James O'Meara, Deep Sky Companions: The Caldwell Objects, Cambridge University Press, 2003, ISBN 0-521-55332-6.

### Carte celesti
- Tirion, Rappaport, Lovi, Uranometria 2000.0 - Volume I - The Northern Hemisphere to -6°, Richmond, Virginia, USA, Willmann-Bell, inc., 1987, ISBN 0-943396-14-X.
- Tirion, Sinnott, Sky Atlas 2000.0 - Second Edition, Cambridge, USA, Cambridge University Press, 1998, ISBN 0-933346-90-5.
- Tirion, The Cambridge Star Atlas 2000.0, 3ª ed., Cambridge, USA, Cambridge University Press, 2001, ISBN 0-521-80084-6.